# 山口いづみ (女優)
山口 いづみ（やまぐち いづみ、1954年10月3日 - ）は、日本の女優。エフロード（フルハウスグループ）所属。東京都渋谷区原宿出身。長男は俳優の山口賢人。

## 来歴・人物
東京女学館高等学校中退後、東宝芸能アカデミーを経て、渡辺プロダクション（1986年まで在籍）に所属。
小学生の頃には劇団「子鹿」に所属（初めてのドラマ出演は『人間の条件』で、中国人の子供の役）。
1972年、『続大奥の女たち』で本格的に芸能界デビュー。同年4月、『緑の季節』で歌手デビューしたが、まもなく女優に転向。『雑居時代』『大江戸捜査網』『遠山の金さん』『風鈴捕物帳』、ナショナル劇場枠の『水戸黄門』『江戸を斬る』『大岡越前』などのテレビドラマに出演。
1982年、証券会社社員と結婚。男児2人をもうける。
2010年9月1日に、それまで所属していたオフィスPSCからエフロードに移籍した。
クロアチアの国民的歌手メリ・ツェティニッチが歌う曲「ツェトリ・スタジューナ（四季）」Četri stađuna を知り、ライブではクロアチア語での歌唱を披露している。インターネット上に公開された動画などを通じてクロアチアでも知名度があり、2011年にクロアチアを訪問した際には歓迎を受けた。

## 出演

### 映画
- 祭りだお化けだ全員集合!!（1972年、松竹）
- 喜劇 ここから始まる物語（1973年、松竹）
- 襟裳岬（1975年、日活）
- 水戸黄門（1978年、東映） - 石川志保
- 本日ただいま誕生（1979年、東映） - 実緒
- まんだら屋の良太（1986年、ニューセレクト）
- 家族輪舞曲（1989年、東映） - 亜沙子
- 種まく旅人 くにうみの郷（2015年、松竹） - 尾形部長
- ポプラの秋（2015年）
- 天空の蜂（2015年、松竹） - 田辺泰子
- 種まく旅人〜醪のささやき〜（2025年公開予定、アークエンタテインメント）[6]

### テレビドラマ
- ライオン奥様劇場
  - 大奥の女たち（1971年、CX / NMC） - 美代
  - 慟哭の花（1971年、CX / NMC）
  - 続大奥の女たち（1972年、CX / NMC） - 和宮
- おらんだ左近事件帖 第6話「コロリの謎」（1971年 - 1972年、CX / 東宝） - お国
- 美人はいかが?（1971年 - 1972年、TBS）
- グランド劇場「女三代婿えらび」（1972年10月28日、NTV）
- 長谷川伸シリーズ「越後獅子祭」（1973年1月24日、NET）
- グランド劇場「この母この子」（1973年2月10日、NTV）
- 銀河テレビ小説 「波の塔」（1973年、NHK総合）
- 剣客商売 第17話「兎と熊」（1973年、CX） - 村岡房野
- おやじの嫁さん（1973年 - 1974年、CX）
- 雑居時代（1973年 - 1974年、NTV） - 大学生 四女・栗山冬子
- 求婚旅行（1974年、NTV）
- バーディー大作戦 第21話「刑事ボロンボ 花嫁交換殺人事件」（1974年、TBS） - 平尾詩子
- 二代目の青春（1974年、MBS）
- 高校教師 第7話「先生に女心はわからない」（1974年、12ch） - 白川マリ
- 華麗なる一族（1974年 - 1975年、MBS / 東宝） - 万俵万樹子
- 大江戸捜査網（1974年 - 1976年、12ch） - 隠密同心・いさり火 お紺
  - 第166話「初見参、夜叉面の女」 - 第262話「隠密同心お吉銃弾に泣く」
- 水もれ甲介（NTV）
  - 第7話「オヤジ代理人」（1974年）
  - 第15話「顔で笑って…」（1975年）
- 夜明けの刑事 第15話「ウソの結婚 刑事はつらいよ」（1975年、TBS）
- ナショナル劇場・パナソニック ドラマシアター（TBS）
  - 水戸黄門（C.A.L）
    - 第6部 第1話「怒れ! 薩摩隼人 -鹿児島-」（1975年3月31日） - 千枝
    - 第7部 第19話「最上紅花恋の唄 -米沢-」（1976年9月27日） - おたよ
    - 第8部 第20話「虚無僧の密書 -洲本-」（1977年11月28日） - 千枝
    - 第9部 - 第17部（1978年 - 1987年） - 小野塚（佐々木）志乃
    - 第11部 第16話「大当たり黄門様の大芝居 -新発田-」（1980年12月1日） - お蝶太夫
    - 第24部 第27話「一陽来復米沢の春 -米沢-」（1996年4月1日） - 連照尼
    - 1000回記念スペシャル（2003年12月15日） - 結城まつ
    - 最終回スペシャル（2011年12月19日） -静枝

  - 江戸を斬る（C.A.L）
    - 江戸を斬るII 第2話、第4話 - 第7話、第17話、第25話、第27話、第28話（1975年 - 1976年） - 水野由美
    - 江戸を斬るIII 第5話「人情遠山裁き」（1977年2月14日） - お露
    - 江戸を斬るV （1980年） - お京

  - 大岡越前（C.A.L）
    - 第5部 第1話 - 第3話、第5話、第7話、第10話、第11話、第14話、第15話、第19話、第21話、第26話（1978年） - 高坂千絵
    - 第7部 第3話「相合傘の女」（1983年5月2日） - おいち
- 放浪家族 第2話、第5話（1975年、MBS） - 河内遼子
- 俺たちの旅 第33話「妹の涙をある日見たのです」 第17話 （1975年 - 1976年、NTV）
- マチャアキの森の石松（1975年 - 1976年、NET）
- 女の勲章（1976年、CX）
- どてらい男 総決算編 第5シリーズ（1976年 - 1977年、KTV）
- Gメン'75（TBS / 東映）
  - 第75話「刑事を捨てた刑事」（1976年） - 有村千鶴
  - 第218話「梟の森 みな殺しの夜」（1979年） - 居酒屋の女将
- いろはの"い" 第27話「涼子よ風のように」（1977年、NTV）
- 江戸の旋風II （1977年、CX）
- 遠山の金さん第1シリーズ 第81話 - 第101話（1977年、ANB） - 密偵・お仙
- かあさんの嘘 （1977年、ANB）
- 岸辺のアルバム（1977年、TBS） - 丘敏子
- 特捜最前線 第20話「刑事を愛した女」（1977年、ANB） - 北川みずえ
- 気まぐれ本格派 第1話「カッパの里帰り」（1977年 - 1978年、NTV）- 八木沢楓
- 疾風同心 第1話「謎を呼ぶ唐人剣」（1978年、12ch / C.A.L） - おらん
- 風鈴捕物帳（1978年 - 1979年、AMB） - お千
- 新 七人の刑事（TBS）
  - 第45話「岩下刑事の恋人」（1979年）
  - 第64話「千枝が死んだ日」（1979年）
- 資生堂テレビスペシャル「源氏物語」（1980年1月8日、TBS）
- 新五捕物帳 第109話「江戸の子守唄」（1980年、NTV） - お美和
- 花かぶら（1980年、MBS）
- 天皇の料理番（TBS）
- 熱中時代 教師編2（1980年、NTV） - 風見玲子
- 土曜ドラマ（NHK総合）
  - 横浜物語（1982年） - 片桐昌子
- 火曜サスペンス劇場（NTV）
  - 「誘拐の報酬」（1982年3月9日）
  - 「殺人記念写真 和田アキ子のDPE屋シリーズ2 危険フォーカス少年」（1987年4月21日）
- 日立テレビシティ（水曜劇場）「人間万事塞翁が丙午」第13話（1982年、TBS）
- 木曜ゴールデンドラマ（YTV）
  - 「女の哀しみが聞こえる 覚醒剤に溺れゆく妻たち」（1982年6月3日）
  - 「失踪」（1985年5月16日）
  - 「金のなる木に花は咲く2 謎のダイエット治療でまる儲け!」（1991年5月13日）
- 女優シリーズ　妻たちは…… 第9回「ふりむけば春」（1982年6月4日、CX）
- ザ・サスペンス （TBS）
  - 「松本清張の時間の習俗」（1982年6月19日） - 紺野桂子
  - 「暗渠の連鎖」（1982年12月4日）
  - 「後鳥羽伝説殺人事件」（1982年8月21日） - OL・正法寺美也子
- はらぺこ同志（1982年、TBS）
- 木曜座 / 愛を裁けますか（1982年、MBS）
- 天下御免の頑固おやじ 大久保彦左衛門（1982年、TBS） - お万の方
- 時代劇スペシャル （CX）
  - 「浪人八景・雪太郎風流剣」（1982年） - 松江
  - 「大岡政談 魔像〜愛する妻よ!! 許せ!!」（1983年） - お絃
- だんなさまは18歳（1982年 - 1983年、TBS） - 服部マリ
- 外科医 城戸修平（1983年、TBS）
- 土曜ワイド劇場（ANB）
  - 「家政婦は見た! 1 夫婦の秘密 焦げた」（1983年7月2日） - 川原寿子
  - 「温泉 (秘) 大作戦4」（2007年7月21日） - 花村淳子
  - 「内田康夫サスペンス・福原警部（2009年6月6日）
- 森繁久弥芸能生活50周年特別企画「栄花物語」（1983年11月12日、CX）
- その時、妻は（1984年、TBS）
- 婦警候補生物語（1985年、NTV）
- スーパーポリス 第7話「危機一髪! うちの女房にかぎって!」（1985年、TBS） - 深町陽子
- 気になるあいつ（1985年、NTV）
- 風雲江戸城 怒涛の将軍徳川家光（1987年、TX） - 徳川和子
- もめん家族（1986年、THK）
- 熱中時代 Special（1987年4月4日、NTV）
- 金曜女のドラマスペシャル「二重裁判 宿命の女」（1987年4月24日）
- 水曜ドラマスペシャル「おやじのヒゲ2 独身女性にだけ部屋を貸します」（1987年4月29日、TBS）
- 土曜ドラマスペシャル「おやじのひげ5」（1989年6月3日、TBS）
- 炎の旅路（1990年、 THK）
- 水曜グランドロマン「70歳の青春」（1990年11月7日、NTV）
- 男と女のミステリー「女優夏木みどりシリーズ3 あだし野伝説殺人事件」（1991年2月8日、CX）
- 月曜・女のサスペンス「夜の終る時」（1991年2月18日、TX） - 宮坂千枝
- パパとなっちゃん（1991年、TBS）
- 月曜ドラマスペシャル（TBS）
  - 「冬の時代劇特別企画「吉原悲恋　忍びの女」（1991年12月23日）
  - 「おやじのヒゲ14」（1993年5月3日）
  - 「かあさんはドン? 3（1993年12月20日）
  - 「Gメン'75スペシャル 帰って来た特異な才能を持ったスペシャリスト達!!」（2000年10月23日）
- 金曜ドラマシアター「旅は道連れ世は情けねエ!」（1992年2月14日、CX）
- 課長サンの厄年（1993年、TBS）
- 陽のあたる場所（1994年1月〜3月、CX）
- 愛と疑惑のサスペンス「検察審査会　ある少年の叫び」（1994年2月28日、KTV）
- 東芝日曜劇場「課長さんの厄年スペシャル」（1994年4月3日、TBS）
- 最高の恋人（1995年、ANB）
- 愛のことば（2001年4月〜6月、THK）
- 碧空のタンゴ 東京下町、ある職人一家の終戦（2001年8月12日、NHK）
- 女と愛とミステリー（TX）
  - 「犯罪交渉人ゆり子2」（2002年4月2日） - 児玉かず
  - 「多摩南署たたき上げ刑事・近松丙吉3」（2003年11月26日） - 的場妙子
  - 「北アルプス山岳救助隊・紫門一鬼6・白馬乗鞍岳の殺意」（2004年11月24日）
- 月曜ミステリー劇場「自治会長・糸井緋芽子社宅の事件簿4」（2004年8月22日、TBS）
- 金曜エンタテイメント（CX）
  - 「姫さま事件帖2 〜柳川お見合い殺人事件〜」（2002年4月19日）
  - 「調停委員日向夢子の事件簿3・哀しい天罰（2005年1月21日） - 巽秋枝
  - 「浅見光彦シリーズ23「〜日光殺人事件〜 東照宮と明智光秀の因縁を追う光彦に連続殺人の挑戦状!」（2006年4月7日）
- 偽りの花園（2006年4月〜6月、THK）
- 恋する日曜日 ニュータイプ 第11話「初恋を成就せよ!」（2006年12月16日、BS-i）
- 月曜ゴールデン「楽園のライオン〜ベテラン女性記者が高級クラブに潜入!?死を誘う甘い罠」（2007年5月28日、TBS）
- 水曜ミステリー9「ブランド刑事2 予備鑑定捜査員 桐原真実　金沢・加賀ニセ友禅殺人事件」（2007年6月6日、TX） - 錦野光世
- 金曜プレステージ（CX）
  - 「天河伝説殺人事件」（2008年1月25日） - 水上奈津美
  - 「妻たちからの三行半〜夫たちの(秘)離婚回避マニュアル〜」（2008年2月1日） - 三枝敬子
  - 「警視庁三ツ星刑事 佐々木丈太郎 相棒を狙う卑劣なワナ!」（2009年3月20日）　- 平沼悠里子（クラブ「セイレーン」ママ）
- 7人の女弁護士 第2シリーズ 第10話「最終章…DV殺人!! 盗撮されたセレブ女」（2008年6月12日、EX） - 和泉朝子
- 正義の味方（2008年7月 - 9月、NTV） - 良川里美
- 新・警視庁捜査一課9係（2009年8月12日、EX）
- インディゴの夜（2010年1月、THK） - 佐々木耀子
- 警視庁失踪人捜査課 第9話（2010年6月11日、EX） - 明子
- 四つ葉神社ウラ稼業 失恋保険〜告らせ屋〜 第8話（2011年5月26日、YTV） - 北村真理の母親
- 専業主婦探偵〜私はシャドウ 第2話（2011年10月28日、TBS） - 村上安恵
- 金曜ロードSHOW 特別ドラマ企画「家族、貸します 〜ファミリー・コンプレックス〜」（2012年7月27日、NTV） - 尾野恵
- 赤い糸の女（2012年9月 - 11月、THK） - 古川琴子
- 天国の恋（2013年10月 - 12月、THK） - 海老原多鶴子
- ほっとけない魔女たち 第32 - 34話（2014年10月15 - 17日、THK） - 立川律子
- 新春ワイド時代劇 「大江戸捜査網2015〜隠密同心、悪を斬る!」（2015年1月2日、TX） - お栄
- 松本清張ミステリー時代劇 第4話「左の腕」（2015年5月12日、BSジャパン） - お政
- 新・牡丹と薔薇（2015年11月30日 - 、THK） - 浅黄萌子
- シャーロック 第3話（2019年10月21日、CX） - 細川保奈美

### 舞台
- 放浪記（1981年） - 悠起 役

### 洋画（日本語吹替）
- エマニエル夫人（エマニエル〈シルヴィア・クリステル〉）（1977年5月15日、テレビ朝日『日曜洋画劇場』＝思い出の復刻版BD収録）

### CM
- ルル（第一三共ヘルスケア）
- 富久娘（富久娘酒造）
- 727（セブンツーセブン化粧品）
- ソフトバンクモバイル

## 音楽作品

### シングル
| 発売日        | 規格         | 規格品番     | 面           | タイトル                 | 作詞         | 作曲         | 編曲         |
| 東芝音楽工業  | 東芝音楽工業 | 東芝音楽工業 | 東芝音楽工業 | 東芝音楽工業             | 東芝音楽工業 | 東芝音楽工業 | 東芝音楽工業 |
| ------------- | ------------ | ------------ | ------------ | ------------------------ | ------------ | ------------ | ------------ |
| 1972年4月5日  | EP           | TP-2635      | A            | 緑の季節                 | 安井かずみ   | 鈴木邦彦     | 川口真       |
| 1972年4月5日  | EP           | TP-2635      | B            | 風の吹く街               | 安井かずみ   | 鈴木邦彦     | 川口真       |
| 1972年8月25日 | EP           | TP-2722      | A            | 緑の太陽                 | 阿久悠       | 鈴木邦彦     | 横内章次     |
| 1972年8月25日 | EP           | TP-2722      | B            | 十月生まれ               | 阿久悠       | 鈴木邦彦     | 横内章次     |
| 1973年1月20日 | EP           | TP-2797      | A            | 小さな秘密               | なかにし礼   | 鈴木淳       | 森岡賢一郎   |
| 1973年1月20日 | EP           | TP-2797      | B            | あなたが残していったもの | なかにし礼   | 鈴木淳       | 森岡賢一郎   |
| 1973年7月25日 | EP           | TP-2882      | A            | プライバシー             | 有馬三恵子   | 森田公一     | 森岡賢一郎   |
| 1973年7月25日 | EP           | TP-2882      | B            | 恋の祈り                 | 有馬三恵子   | 森田公一     | 森岡賢一郎   |

### アルバム
| 発売日         | 規格           | 規格品番       | アルバム                     |
| THINK! RECORDS | THINK! RECORDS | THINK! RECORDS | THINK! RECORDS               |
| -------------- | -------------- | -------------- | ---------------------------- |
| 2010年4月2日   | CD             | THCD131        | 山口いづみボサ・ノヴァを歌う |

#### オムニバス・アルバム
- コメディードラマ・ソングブック（1999年8月21日、VAP、VPCD-81309 ）-　日本テレビ系テレビドラマ「雑居時代」主題歌で、音源化されていなかった「そよ風のように」（作詞：なかにし礼、作曲：大野雄二）収録。